# Pericú

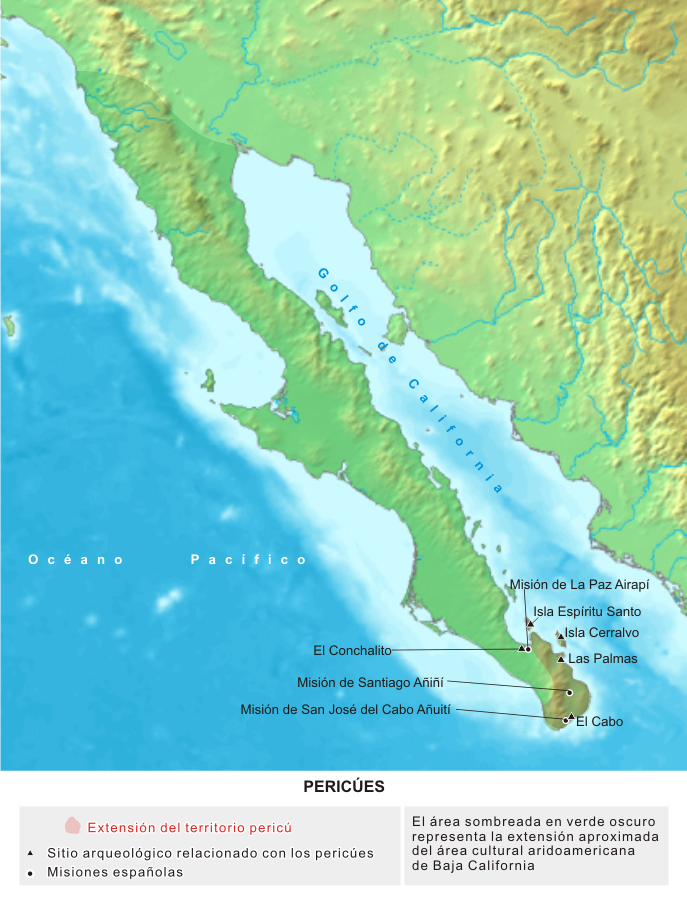
Zone d'extension maximale des amérindiens Pericú dans la région de Los Cabos et des îles Cerralvo et Espíritu Santo.

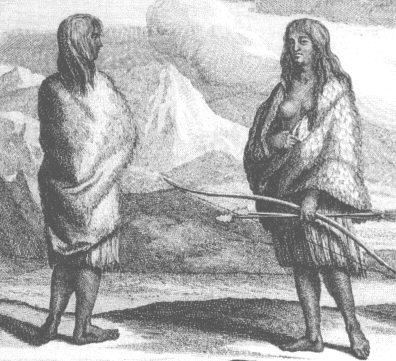
Gravure représentant des femmes probablement Pericú

Les Pericú (ou Pericues) sont un groupe ethnique amérindien qui vivaient dans l'extrême sud de la péninsule de Basse-Californie au Mexique dans la région de Los Cabos et des îles avoisinantes en Basse-Californie-du-Sud. Ils parlaient la langue du même nom. Ils sont considérés éteints linguistiquement et culturellement depuis la fin du XVIIIe siècle.